# Канфільдит
Канфілдит — рідкісний мінерал, сульфід олова та срібла з формулою: Ag8SnS6. Мінерал, як правило, спостерігається частково заміщення олова германієм та сірки телуром. Існує повний ряд між канфільдитом і його германієвим аналогом аргіродитом.
Канфільдит утворює чорні орторомбічні кристали, які часто здаються кубічними за формою через двійникування. Найбільш типова форма — ботріоїдальні округлі виноградоподібні маси. Твердість за Моосом становить 2,5, а питома вага — 6,28. Канфільдит демонструє конхоїдальні тріщини і відсутність спайності.
Канфільдит вперше був описаний у 1893 році в Колкечаці, департамент Потосі, Болівія. Його назвали на честь Фредеріка Александера Кенфілда (1849—1926), американського гірничого інженера.